# Cyathella lutea
Cyathella lutea är en svampdjursart som beskrevs av Schmidt 1880. Cyathella lutea ingår i släktet Cyathella, ordningen Hexactinosida, klassen glassvampar, fylumet svampdjur och riket djur.
Artens utbredningsområde är havet kring Saint Vincent och Grenadinerna. Inga underarter finns listade i Catalogue of Life.